# Angyal

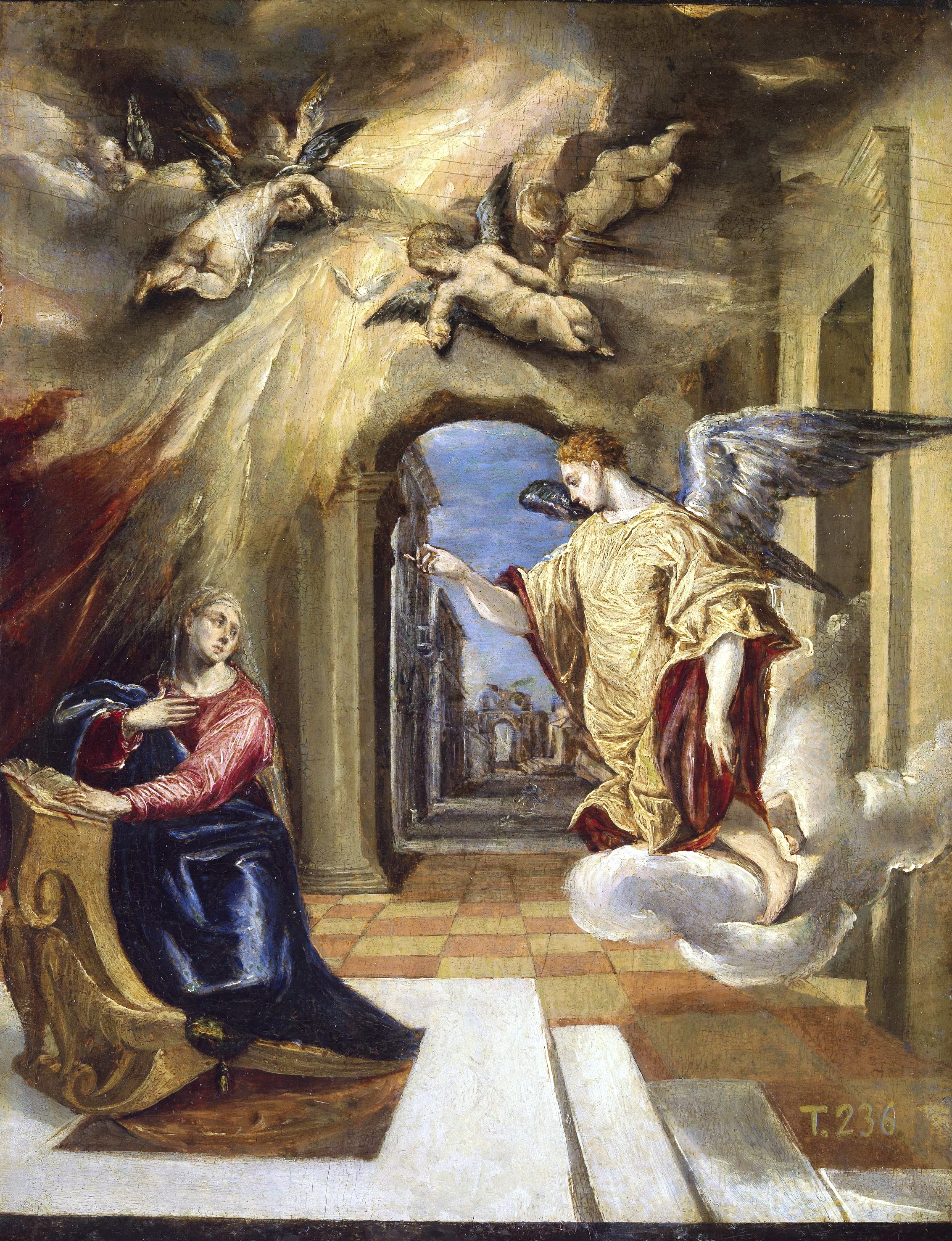
El Greco, 1575: Angyali üdvözlet

Az angyalok a zsidó, keresztény és muszlim vallásban Istennél alacsonyabb, az embernél magasabb rendű, természetfeletti szellemi lények. 
A Biblia szerint az angyalok Isten teremtményei, semmiféle megkülönböztetett tiszteletet nem igényelnek. A jó angyalok Isten akaratát adják hírül az embereknek és segítenek rajtuk. A bukott, gonosz angyalok démonokként vagy ördögökként is ismertek. 
Lucifer is angyal volt, a fény angyala, de fellázadt Isten ellen, emiatt egy mennyei háború veszteseként letaszíttatott Mihály arkangyal által a mennyből.
A Biblia alapján az angyalok erejükre és hatalmukra nézve is magasabb rendűek az embernél és kapcsolatban állnak velük.
Az ún. szellemvilág és az emberek kapcsolatát napjainkban legjobban az okkultizmus és az ezoterika hangsúlyozza. 

## Eredet

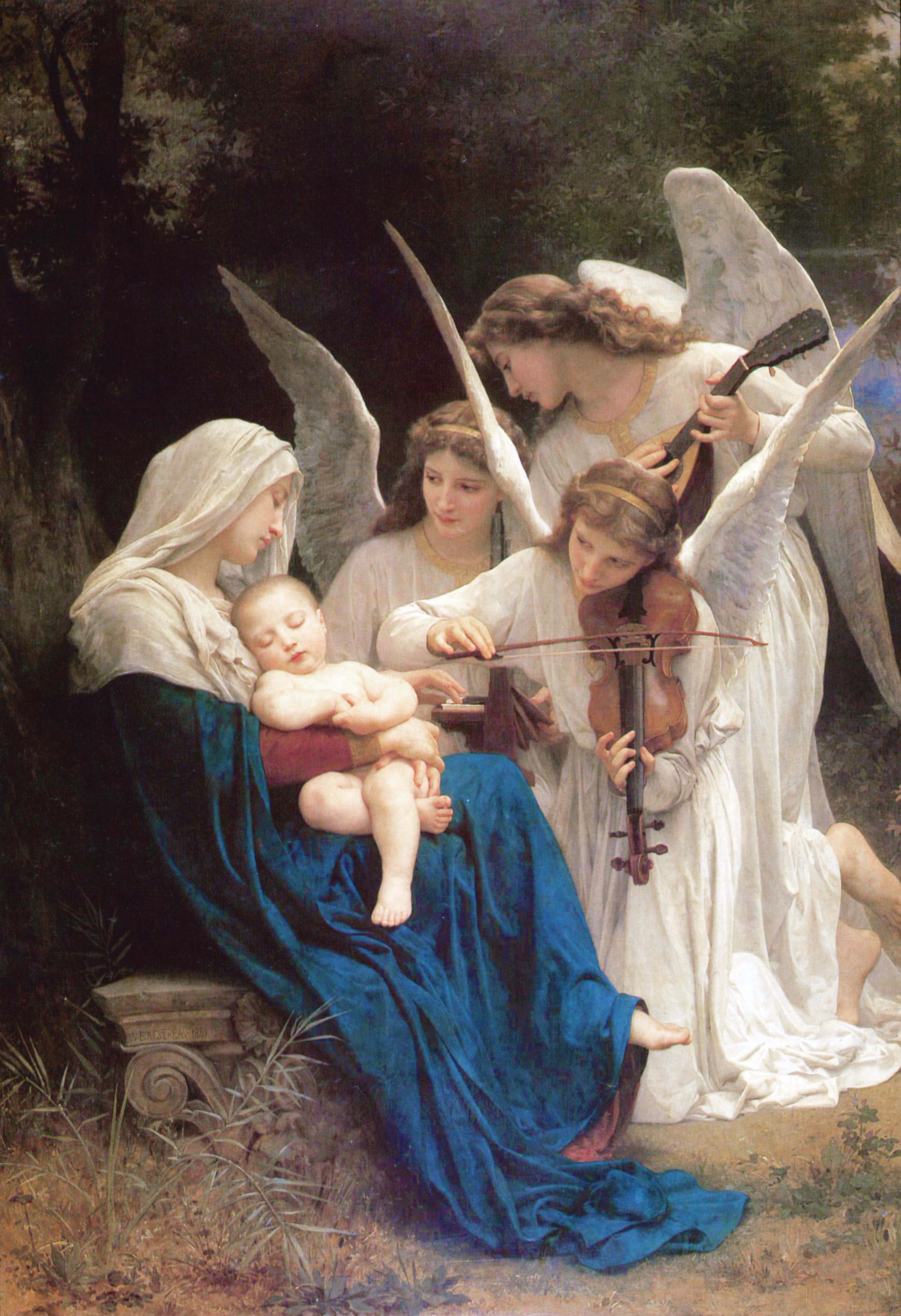
William-Adolphe Bouguereau: Az angyalok dala

Az angyalok a zsidó, a zoroasztriánus (perzsa), valamint a keresztény és az iszlám hitvilágban szerepelnek, de vannak előzményeik a pogány hitekben is.
Az angyali világot, a mennyországot, először a perzsák kezdték hierarchikusnak tekinteni.
Az angyalok héber és arám megnevezése מַלְאָךָ malách (magyarul még maleach), amely hírnököt, hírvivőt, követet, küldöttet jelent magyarul. Ez a szó összesen 213 alkalommal fordul elő az Ószövetségben (angyalok jelennek meg Ábrahám előtt, hogy fia születését megjövendöljék, akárcsak Lótnál, hogy kimentsék Szodomából, az Újszövetség szerint Jézus születésekor angyalok jelennek meg a pásztoroknak).
Ugyanez görögül αγγελος, angelosz (hírnök), latinul angelus.
Az angyalokkal foglalkozó keresztény teológiai diszciplína, az angelológia szerint az angyaloknak nincs nemük, a zsidó hagyomány viszont hímneműeknek tartja őket.
A Biblia szerint az angyalok teremtett, de a jövőt tekintve örökké létező, megsemmisíthetetlen, természetfeletti, szellemi lények, akik Istenhez és az emberekhez hasonlóan személyiséggel, vagyis intelligenciával, a beszédre való képességgel, érzelmekkel, akarattal és öntudattal rendelkeznek; szellemi testük van, képesek testben megjelenni a földi szférában, és így részt venni földi eseményekben.
Vannak jó, illetve gonosz angyalok; életterüket tekintve pedig a menny és az ég különböző szintjein kívül a Föld felszínén és a Föld mélyében is megtalálhatók. Számuk meghaladhatja a százmilliót, ám a pontos adatot a Biblia nem közli velünk.
Az angyalok általános állapotukban az emberek számára láthatatlan szellemi lények. A Biblia ugyanakkor rengeteg olyan eseményről számol be, amikor kiléptek ebből az elrejtettségből, és valamilyen formában megmutatkoztak embereknek (epifánia: megjelenés, „felbukkanás”).
Ez többféleképpen történhet: megmutathatja magát az angyal abban a szellemi dicsőségben és erőben, amely valóságosan sajátja; vagy kiüresítheti magát ebből, és egészen összetéveszthető módon emberként is megjelenhet. Válhat széllé vagy tűzzé is.
A Szentírás három főangyal nevét nyilatkoztatja ki: Michaél (Mihály), Gabriél (Gábriel). Ide sorolják Lucifert (Hélél ben Sáchárt), aki elbukott, és a gonosz angyalok vezetőjeként Sátánná lett. A Biblia utal arra, hogy az angyalok egyharmadát rántotta magával a lázadásba.
Megjegyzendő, hogy Rafael arkangyal Tóbiás könyvében szerepel, mely nem szerepel a zsidó illetve protestáns kánonban.
A nevük jelentése:
Michaél: „Ki olyan, mint Isten?” 
Gabriél: „Isten hőse”
Hélél ben Sáchár: Ragyogó / Fénylő / Dicsérő, Hajnal fia ; Ezt a héber nevet (Ézs 14:12) fordították le a Szeptuaginta készítői Heószforosznak, azaz Hajnalcsillagnak, ennek latin fordítása pedig a Lucifer név (mindkettő Fényhordozót jelent). Lucifer lázadása és bukása után új nevet kapott: Sátán, görögül Diabolosz.
Sátán (héberül szoton): Vádló, Rágalmazó, Ellenálló, Ellenség, Tévelygő (a szó gyökéből, a szatah szóból)

## A feladatuk

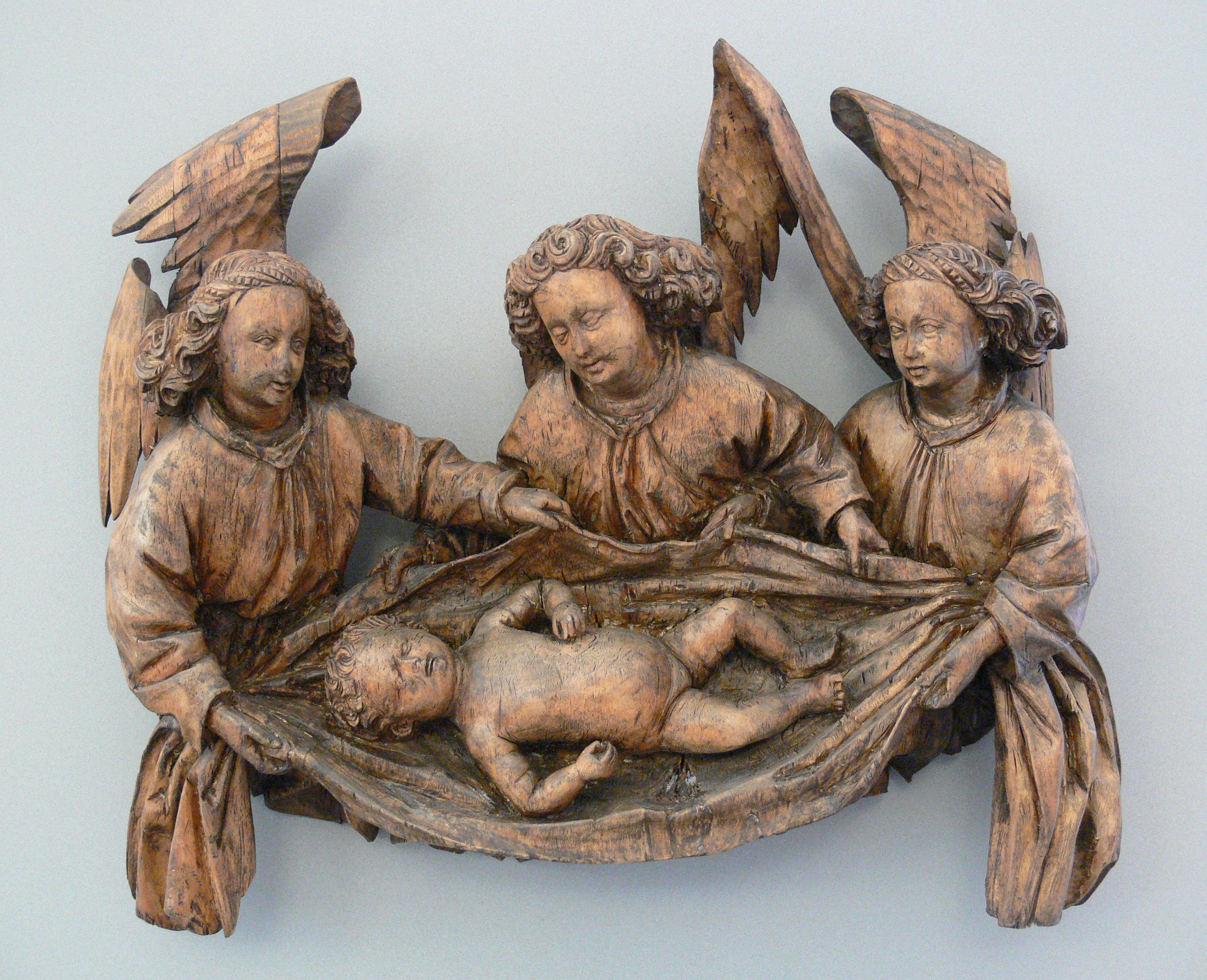
Fából faragott angyalok a kis Jézussal (15. század)

### Kereszténység
A Biblia szerint az angyalok szolgáló szellemi lények, akiket Isten arra teremtett, hogy az ő akaratának engedelmeskedjenek.
Az Úr angyalainak feladata: 
- Isten dicsérete és imádata, parancsolatainak végrehajtása,
- isteni üzenetek továbbítása,
- hívő emberek szolgálata, különösen a gyermekek képviselete, védelme (→ őrangyal)
- közreműködnek Isten terveinek és ígéreteinek megvalósításában (például a megváltás hirdetése,
- az ellenséges erők ellen való harc Isten népének oldalán (→ arkangyal)
- Isten ítéletének végrehajtása

„Vajon nem szolgálatra rendelt szellemek-e ezek, akiket azokért küldtek szolgálatra, akik örökül veszik majd a megváltás művét?”

### Iszlám
Az iszlám alapján az angyalok feladatai:
- Hírvivők Allah és az emberek között
- Ők "tartják" Allah "trónját"
- Az emberek segítői: mindenkinek van egy vagy két őrangyala
- A síita iszlám hite szerint ők vezetik az egymás követő imámokat
- Kiemelkedő szerepet játszanak a történelem sorsfordító eseményeiben
- Döntő szerepet játszanak a halál és a feltámadás folyamatában
- Ők állnak őrt a menny és a pokol határán

## A művészetben
A művészek szívesen ábrázolták az angyalokat hol meztelen pufók fiúgyermekként (elsősorban a kerubokat, mivel a héber szóban két betű megcserélésével "mint a gyermek" szót kapjuk), "angyalkaként", hol pedig félelmetes külsejű szárnyas emberi lényként. Ezeknek a képzőművészeti alkotásoknak néha semmi közük a bibliai leírásokhoz néha pedig a pogány világ hiedelmeit fogalmazzák meg.

## Az angyali rendek

### A katolikus hagyomány szerint
Az egyházi hagyomány szerint a kilenc angyali rend három hierarchiába sorolható.
- I. hierarchia: szeráfok, kerubok és trónusok. Ők állnak Istenhez a legközelebb;
- II. hierarchia: uralmak, erősségek és hatalmasságok. Ők közvetítenek az első és harmadik hierarchia között.
- III. hierarchia: fejedelemségek (az uralkodók, törzsek, népek békéjére felügyelnek), arkangyalok (főangyalok), és őrzőangyalok. Az utóbbiak a mindennapi élet során segítik az embereket. Ők állnak legközelebb az emberekhez, és ők közvetítik Isten parancsait.

## A négy főangyal és Lucifer ábrázolása a képzőművészetben

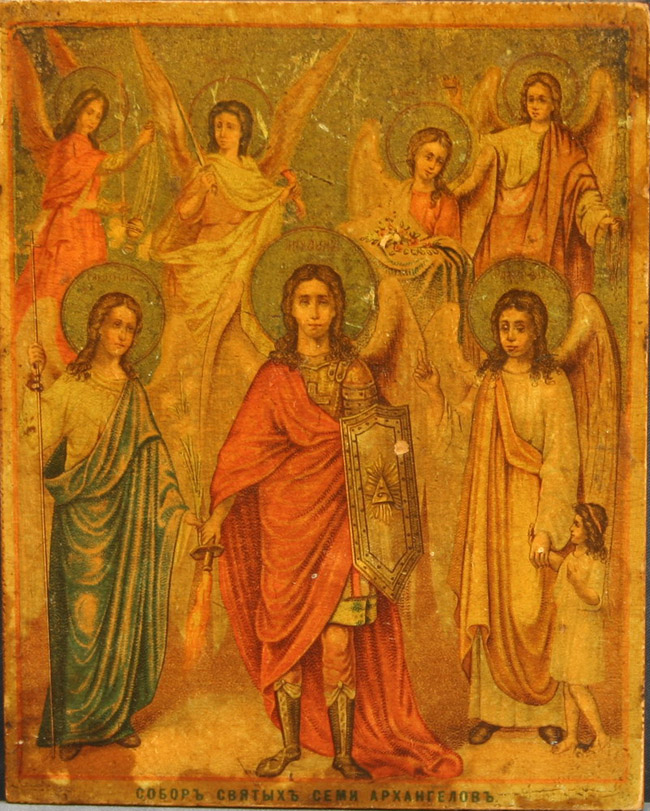
A hét főangyal (középkori orosz ikon)

Énok könyve szerint a hét arkangyal Uriel, Raguél, Michael, Sariel, Gabriel, Haniel, Rafael. 
- Mihály arkangyal
- Gábriel arkangyal
- Rafael arkangyal
- Uriél arkangyal
- Sariél arkangyal
- Raguél arkangyal
- Haniel arkangyal[5]

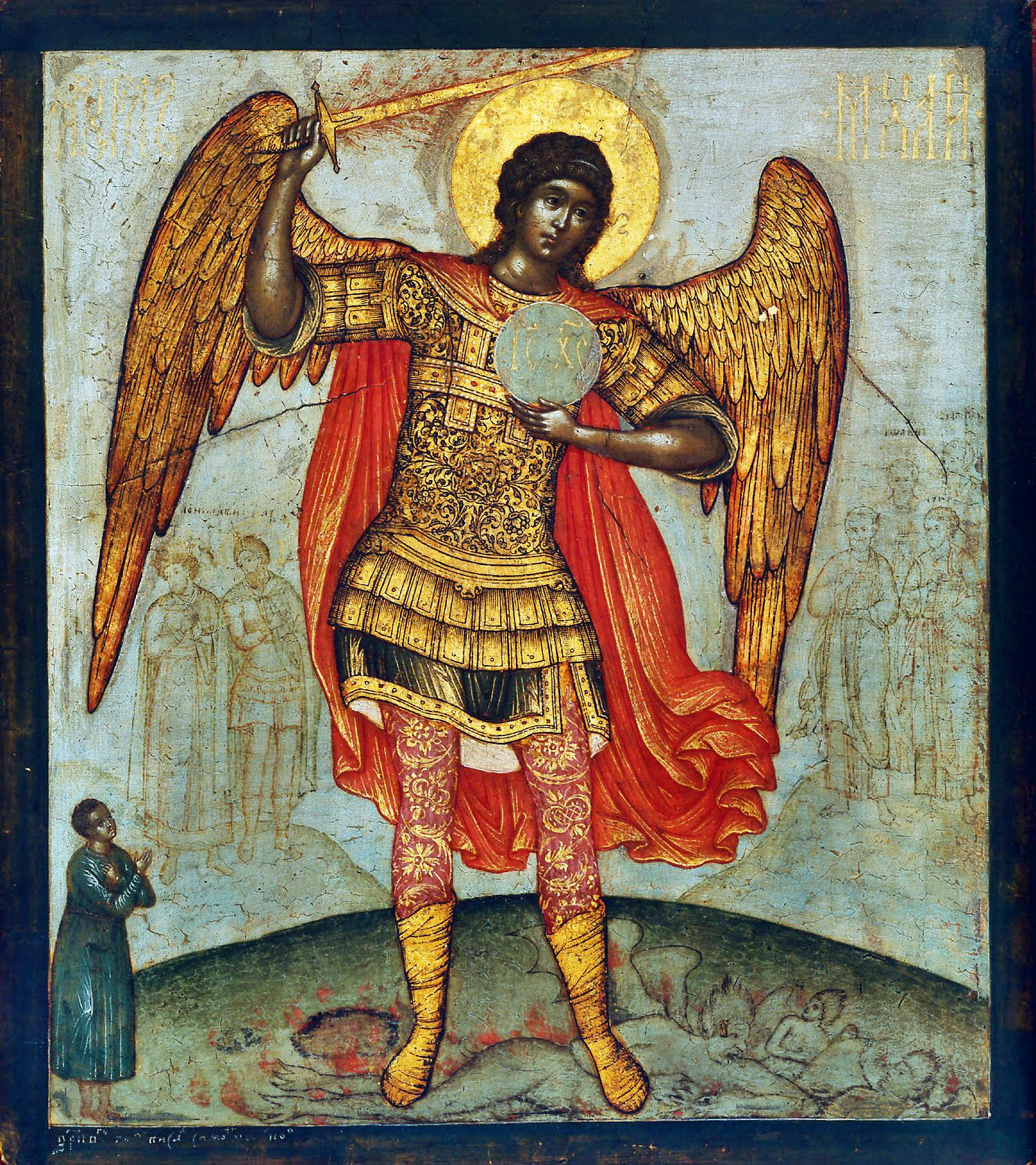
Michaél (Mihály)
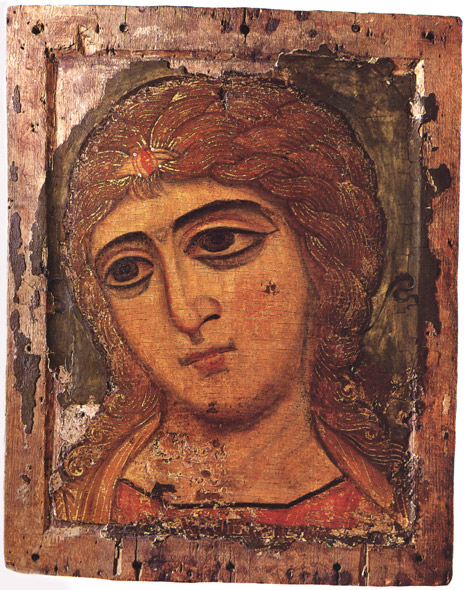
Gabriél (Gábriel, Gábor)
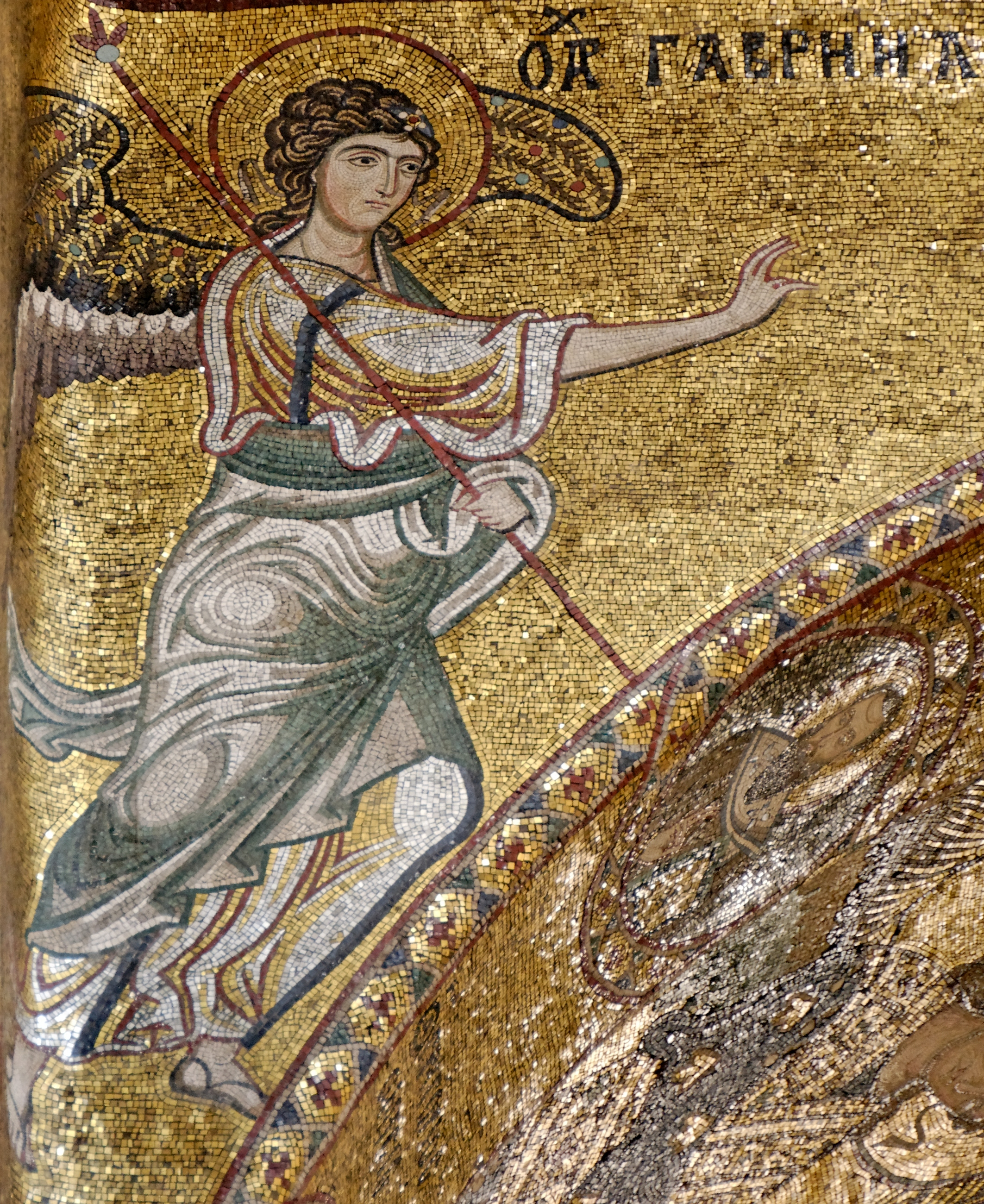
Rafael
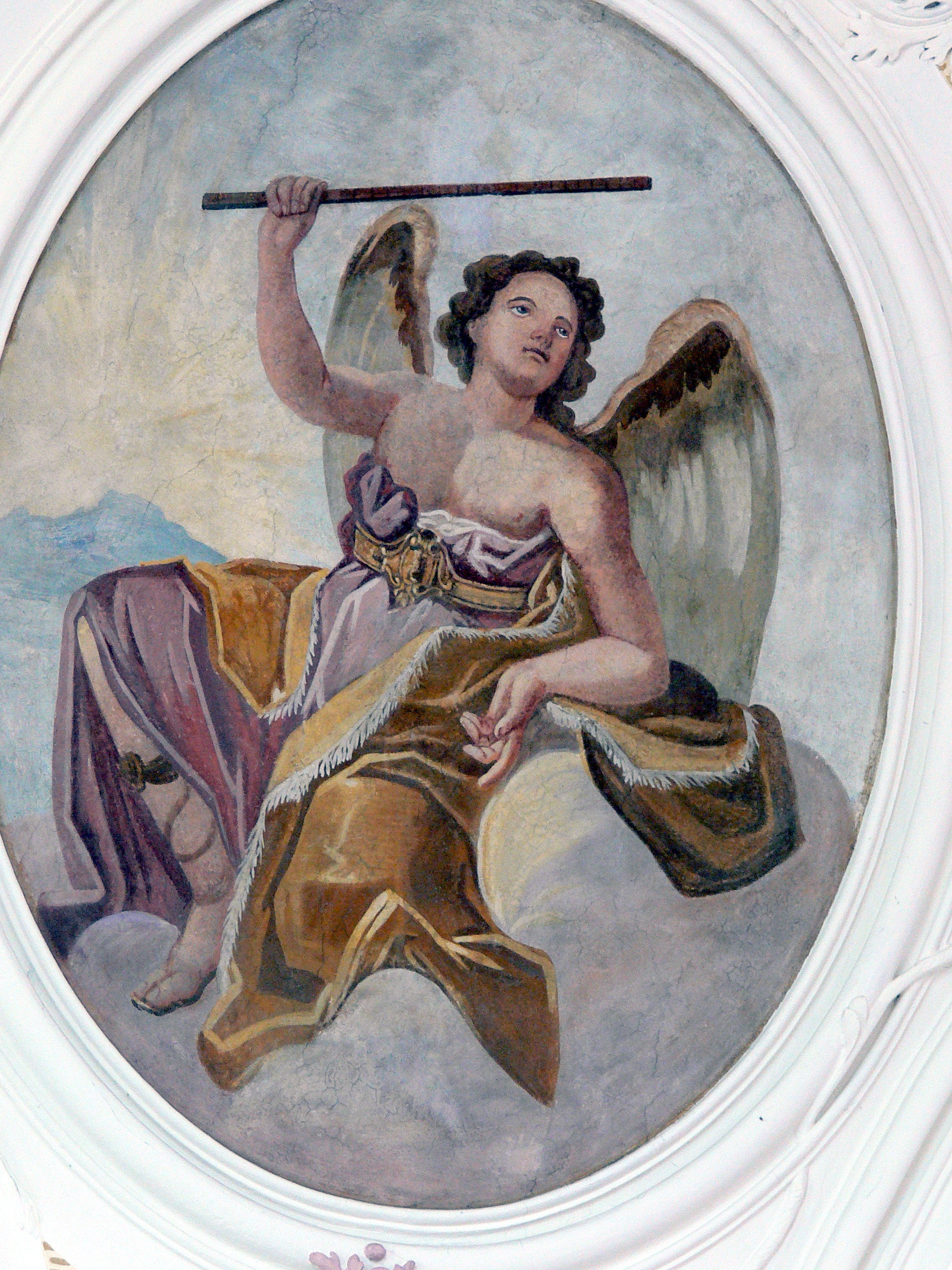
Uriel
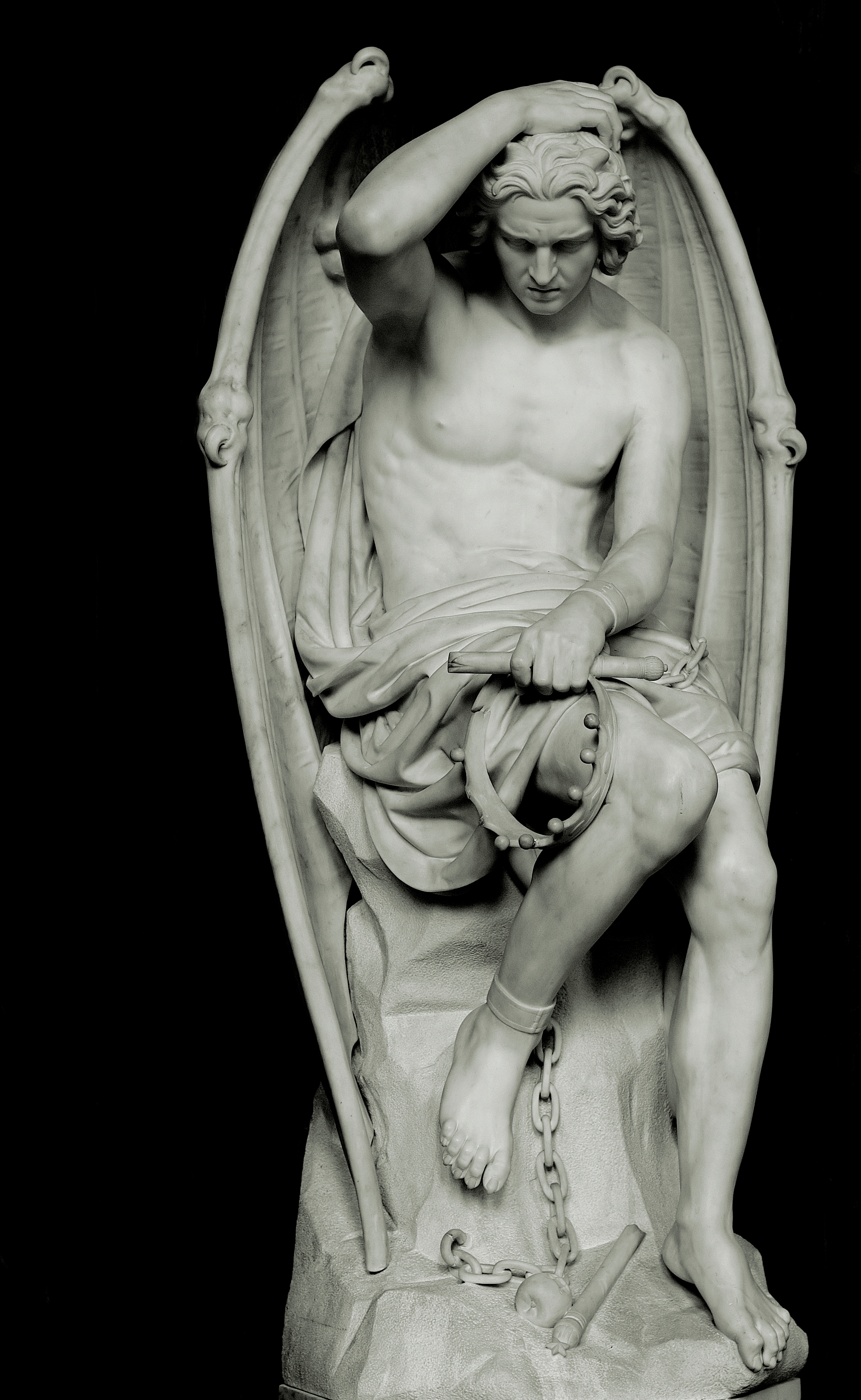
Lucifer